# San Marinos riksvapen

San Marinos riksvapen är inramat av en krans av lagerblad och eklöv. De tre tornen motsvarar tornen i den muromgivna huvudstaden, som ligger högst uppe på berget Titano. Kronan representerar statens suveränitet och mottot "Libertas" (frihet) erinrar om alla förföljda som genom tiderna funnit en fristad i San Marino..